# Chillón
Chillón – gmina w Hiszpanii, w prowincji Ciudad Real, w Kastylii-La Mancha, o powierzchni 207,78 km². W 2011 roku gmina liczyła 2042 mieszkańców.